# Minami Uwano
Minami Uwano (jap. 上野 みなみ, Uwano Minami; * 18. Mai 1991 in Hachinohe) ist eine ehemalige japanische Radsportlerin, die auf Bahn und Straße Rennen bestreitet.

## Sportliche Laufbahn
2009 wurde Minami Uwano Dritte der Junioren-Weltmeisterschaft im Punktefahren. In den folgenden Jahren war sie hauptsächlich bei asiatischen Meisterschaften erfolgreich, so errang sie 2012 sowie 2013 jeweils die Silbermedaille im Einzelzeitfahren auf der Straße.
2015 wurde Uwano Vize-Weltmeisterin im Punktefahren. Beim ersten Lauf des Bahnrad-Weltcups 2016/17 in Glasgow wurde sie Zweite im Scratch und beim zweiten Lauf in Apeldoorn Zweite im Punktefahren.

## Erfolge

### Bahn
2009
- Junioren-Weltmeisterschaft – Punktefahren

2012
- Asienmeisterschaft – Mannschaftsverfolgung (mit Maki Tabata und Kanoko Kase)
- Japanische Meisterin – Einerverfolgung

2013
- Asienmeisterschaft – Scratch, Mannschaftsverfolgung (mit Sakura Tsukagoshi, Yoko Kojma und Kanako Kase)

2014
- Japanische Meisterin – Punktefahren

2015
- Weltmeisterschaft – Punktefahren

2016
- Asienmeisterschaft – Punktefahren

2020
- Japanische Meisterin – Mannschaftsverfolgung (mit Kisato Nakamura, Nao Suzuki und Kie Furuyama)

### Straße
2012
- Asienmeisterschaft – Einzelzeitfahren

2013
- Asienmeisterschaft – Einzelzeitfahren

## Teams
- 2014 Bizkaia-Durango
- 2017 Ciel Blue Kanoya